# Браїлівський цукровий завод
49°06′26″ пн. ш. 28°07′49″ сх. д. / 49.107318906189° пн. ш. 28.130229696831° сх. д.
Браїлівський цукровий завод — підприємство харчової промисловості у селищі міського типу Браїлів Жмеринського району Вінницької області.

## Історія
Цукроварний завод у містечку Браїлів Вінницького повіту Подільської губернії Російської імперії побудований у 1871 році.
У ході першої російської революції наймити на плантаціях заводу кілька разів влаштовували страйки з вимогами підвищити заробітну плату та покращення умов праці.
Під час громадянської війни Браїлів опинився в зоні бойових дій і влада тут кілька разів змінювалася, але після закінчення боїв Браїлівський цукровий завод відновлено та відновлено його роботу. Навесні 1922 року для забезпечення заводу цукровим буряком у Браїлові створено радгосп.
У ході індустріалізації 1930-х років завод оснащений новим обладнанням і збільшив обсяги виробництва цукру.
В ході Великої Вітчизняної війни у 1941—1944 рр. селище було окуповане німецько-румунськими військами (і включено до складу «Трансністрії»). Згідно з четвертим п'ятирічним планом відбудови та розвитку народного господарства СРСР завод був відновлений. Надалі, цукровий завод бурякорадгосп, що забезпечував його сировиною, об'єднали в Браїлівський цукровий комбінат.
В цілому, в радянський час цукровий комбінат входив до числа провідних підприємств селища, діяв у виробничій кооперації з соко-морсовим заводом, що базувався тут, забезпечуючи його цукром.
Після проголошення незалежності України комбінат перейшов у відання Державного комітету харчової промисловості України і перейменований у Браїлівський цукровий завод (так як бурякорадгосп перетворений у самостійне сільгосппідприємство). Надалі, державне підприємство перетворено у відкрите акціонерне товариство.
У 2008 році економічна криза ускладнила становище підприємств селища, сільськогосподарське товариство «Браїловське» (колишній бурякорадгосп) завершило 2008 рік з збитками 28,338 млн гривень, і контрольний пакет у розмірі 77,71 % акцій товариства опинився у власності компанії «Турбо Інвест», у вересні 2009 року проданий київській компанії «Констант Мебіус».